# シャンハイ・ヌーン
『シャンハイ・ヌーン』（原題：Shanghai Noon）は、2000年に公開された、ジャッキー・チェン主演の米国映画。

## ストーリー
1881年、中国の王女ペペ姫は皇帝との望まぬ結婚を拒否し、アメリカ人の手引きで紫禁城から姿を消す。偶然その場に居合わせた近衛兵チョン・ウェンは引き止めようとするが、姫の命令に逆らうことができず、跪いて見送ることしかできなかった。ペペ姫の部屋からはアメリカ人が残した手紙が残っており、「身代金として黄金10万枚を持ってネバダ州カーソン・シティに来い」と書かれていた。近衛隊長は精鋭三人を選抜して身代金の引き渡しに向かうことに決め、責任を感じたチョンも同行を願い出る。一度は拒否されるが、叔父の口利きで荷物運びとして同行を認められる。
7週間後、アメリカに到着した一行は列車に乗り込みカーソン・シティに向かうが、列車に積まれている現金を狙いロイ・オバノン率いる強盗団が列車を襲撃し、一味のウォラスによってチョンの叔父が射殺される。激怒したチョンはロイたちに反撃し、ロイは現金強奪に失敗した挙句、ウォラスに裏切られて地中に埋められてしまう。列車から落ちて近衛隊長たちとはぐれたチョンは、ロイからカーソン・シティの行き先を聞き出して山越えをする。その途中、チョンはインディアンの少年ブルーを他の部族から助け出し、族長から歓待を受け、さらに娘フォーリング・リーヴスを嫁にもらい受ける。一方、ペペ姫はかつての近衛兵で国を裏切ったロー・ファンと再会し、誘拐されたことに気付く。
フォーリングと共に山越えをしたチョンは宿場町に到着し、酒場で道を尋ねようとするが、そこには地中から脱出したロイがいた。ロイと口論になったチョンは、彼がイカサマ賭博をしていることを偶然バラしてしまい、酒場の男たちと乱闘騒ぎを起こしてしまい、ロイ共々牢屋送りになってしまう。ロイは、チョンが中国からペペ姫を助けにきたこと、身代金が黄金10万枚であることを知り、ペペ姫を助けて黄金を手に入れようと考え協力を申し出る。
二人はフォーリングに助けられ牢屋を脱出し、カーソン・シティに到着するが、町にはローが仕組んだ二人の手配書が溢れていた。そこにローの仲間である連邦保安官ネーサンが現れ、二人を捕まえようとする。射撃下手なロイは窮地に陥るが、ネーサンの部下を倒したチョンに救われ逃げ出すことに成功する。二人はペペ姫の情報を集めるためロイの行き付けの売春宿に向かうが、情報を集める間に酒を飲んで泥酔してしまう。チョンは、ロイが娼婦に「チョンとは友達じゃない」と話しているところを見てしまい、一人出て行こうとするが、そこでネーサンと遭遇して殴り倒す騒ぎを起こしてしまう。二人は逃げ出そうとするが泥酔状態だったため逃げられずに捕まってしまう。
二人はローに突き出され黄金の在り処を聞かれるが、何も知らなかったためネーサンによって縛り首にされることになる。しかし、執行直前にフォーリングに助けられ脱出する。脱出に成功したロイは「酒場での話は本気じゃなかった」と弁明するが、傷付いたチョンは一人でペペ姫を助けに向かう。中国人労働者が働かされている鉱山でペペ姫を発見するが、悲惨な状況下で働く中国人たちを見たペペ姫は帰国を拒否する。チョンはローに見付かり捕まりそうになるが、駆け付けたロイに助け出される。
翌日、郊外の教会で身代金の引き渡しが行われるが、そこにチョンとロイが現れる。チョンはペペ姫の意思を尊重して帰国を防ごうとし、ローや近衛隊長と乱戦となる。乱戦の末にチョンはローを、ロイはネーサンを倒し、近衛隊長もペペ姫を連れ帰ることを諦める。そこにウォラス一味が現れてロイを殺そうとする。チョンとロイは教会を飛び出して迎え撃とうとするが、ウォラス一味はフォーリングが連れてきたインディアンを前に降参し、アメリカに残ったチョンはロイと共に保安官となった。

## キャスト
| 役名                       | 俳優                         | 日本語吹替 | 日本語吹替   | 日本語吹替 |
| 役名                       | 俳優                         | ソフト版   | テレビ朝日版 |            |
| -------------------------- | ---------------------------- | ---------- | ------------ | ---------- |
| チョン・ウェン             | ジャッキー・チェン           | 石丸博也   | 石丸博也     |            |
| ロイ・オバノン             | オーウェン・ウィルソン       | 森川智之   | 堀内賢雄     |            |
| ペペ姫                     | ルーシー・リュー             | 阿部桐子   | 朴璐美       |            |
| フォーリング・リーヴス     | ブランドン・メリル           | 杉本ゆう   | 斉藤梨絵     |            |
| ロー・ファン               | ロジャー・ユーアン           | 菅原正志   | 大塚芳忠     |            |
| ネーサン・ヴァン・クリーフ | ザンダー・バークレー         | 廣田行生   | 池田勝       |            |
| ウォラス                   | ウォルトン・ゴギンズ         | 小森創介   | 岩崎ひろし   |            |
| ブルー                     | P・エイドリアン・ドーヴァル  | 遠藤純一   | 田中英樹     |            |
| 近衛兵                     | ユー・ロングァン             |            |              |            |
| 近衛兵                     | ハイ・チュイヤー             |            |              |            |
| 近衛兵                     | エリック・チャン・チーチェン |            |              |            |

- テレビ朝日版：初回放送2005年7月24日『日曜洋画劇場』

## スタッフ
- 監督 - トム・ダイ
- 製作 - ロジャー・バーンバウム、ゲイリー・バーバー、ジョナサン・グリックマン
- 脚本 - アルフレッド・ガフ、マイルズ・ミラー
- 撮影 - ダニエル・ミンデル
- 音楽 - ランディ・エデルマン
- 編集 - リチャード・チュウ
- 武術指導　- ジャッキー・チェン、ユン・ピョウ、成家班

## 作品解説
撮影期間のうちほとんどは雨が降っているか風が強く、非常に苦労したらしい。ストーリーがかなり危険性の高いこともあって、撮影にはいろいろとリスクがつきまとったようだ。
本作では主演のジャッキー・チェンが馬術アクションを披露している。数々のアクションを自らこなしてきたものの、当時は乗馬が初めてであり、手なづけることに非常に苦労を重ねたとのこと。映画の終盤、教会の塔で戦うシーンの時は撮影期間の最終日で、時間の節約のため、ジャッキーは衝撃緩和の対策なしで撮影を続行。「何とか全部撮り終えたくて、焦っていたんだけど、後で考えたら危なかったよね」と回想している。
ロイ役のオーウェン・ウィルソンも乗馬は初めてであったが、こちらは短期間で習得し、映画の終盤近く、全速力で馬を飛ばし、片手で腰からピストルを抜くという難しい技を楽々こなして、監督を驚かせた。

## Blu-ray/DVD
ポニーキャニオンよりBlu-ray DiscとDVDが発売。
- Blu-ray
  - シャンハイ・ヌーン　品番：PCXP-50433　発売日：2016年9月21日
- DVD
  - シャンハイ・ヌーン　品番：PCBP-50376　発売日：2001年4月18日
  - シャンハイ・ヌーン　品番：PCBP-50864　発売日：2003年8月20日
  - シャンハイ・ヌーン　品番：PCBP-51008　発売日：2004年1月21日
  - シャンハイ・ヌーン(買っ得!THE 1800)　品番：PCBP-51993　発売日：2010年3月17日